# Adiantum fuliginosum
Adiantum fuliginosum är en kantbräkenväxtart som beskrevs av Fée. Adiantum fuliginosum ingår i släktet Adiantum och familjen Pteridaceae. Inga underarter finns listade.